# Metastrangalis chekianga
Metastrangalis chekianga là một loài bọ cánh cứng trong họ Cerambycidae.